# Roland Weyl
Pour les articles homonymes, voir Weyl.
Roland Weyl, né le 18 mars 1919 à Paris et mort le 20 avril 2021 dans la même ville, est un avocat, résistant et militant politique français.
Inscrit au barreau de Paris en 1939, interdit d'exercice pendant l'Occupation, il est doyen de l'ordre des avocats de Paris en 2010.

## Biographie
Arrière petit-fils d'un huissier, petit-fils d'un juge de paix et fils de l'avocat André Weyl, Roland Weyl prête lui-même serment le 12 juillet 1939, et devient docteur en droit en 1942. En tant que juif, il ne peut exercer sous le régime de Vichy. Il prend part à la Résistance.
Il consacre une part importante de son activité professionnelle à la défense politique, notamment au service des militants politiques, syndicaux, anti-colonialistes.
Il est premier vice-président de l'Association internationale des juristes démocrates (AIJD) dont il est membre depuis la fondation en 1946. Il adhère la même année au Parti communiste français.
Il a été rédacteur en chef de la Revue de droit contemporain de 1954 à 1991. Il a également appartenu au comité de rédaction de la revue La Nouvelle Critique.
Il est membre du conseil national du Mouvement de la paix français.
Il est doyen de l'ordre des avocats de Paris à partir de février 2010, succédant à Alain Crosson du Cormier. En mars 2019, toujours en activité, Roland Weyl fête son centenaire. Il reçoit l'hommage du barreau de Paris.
Il meurt à l'âge de 102 le 20 avril 2021, à Paris 16e, et est inhumé au côté de son épouse au cimetière du Père-Lachaise (division 58), dans la même ville.

## Ouvrages
- Une robe pour un combat : souvenirs et réflexions d'un avocat engagé, Éditions Messidor, 1989

Coauteur avec Monique Picard-Weyl de :
- La justice et les Hommes, 1961
- La part du droit dans la réalité et dans l'action, 1968
- Révolution et perspectives du droit : de la société de classes à la société sans classes, 1974
- Divorce, libéralisme ou liberté, 1975
- Démo-cratie, pouvoir du Peuple, Paris, Le Temps des Cerises, 1996
- Se libérer de Maastricht pour une Europe des peuples, 1999
- Nous, peuples des Nations unies : sortir le droit international du placard, Éditions du CETIM, PubliCETIM, 2008, 138 pages (ISBN 9782880530709)
- Droit, pouvoir et citoyenneté, Éditions de l'Humanité, 2017

Il a contribué au livre Quelle VIe République, Le Temps des Cerises, 2007.
Il a participé avec Monique Picard-Weyl à l'ouvrage collectif Le Livre noir du capitalisme avec une contribution « Quand bien même ne suffirait pas l’abolition du capitalisme ».